# Zmiany granic miast w Polsce w 2015
Zmiany granic miast w 2015 roku – zmiany granic administracyjnych miast w Polsce, które nastąpiły 1 stycznia 2015 r. na podstawie rozporządzenia Rady Ministrów z 31 lipca 2014 r.
| Miasto (województwo)                         | Powierzchnia przed zmianą | Powierzchnia po zmianie | Włączany/wyłączany obszar | Włączona/wyłączona powierzchnia |
| -------------------------------------------- | ------------------------- | ----------------------- | --- | ------------------------------- |
| Jarocin (województwo wielkopolskie)          | 16,23 km²                 | 16,72 km²               | część Cielczy | 0,49 km²                        |
| Murowana Goślina (województwo wielkopolskie) | 5,68 km²                  | 7,15 km²                | części: Mściszewa i Trojanowa | 1,47 km²                        |
| Skierniewice (województwo łódzkie)           | 34,41 km²                 | 34,60 km²               | część Miedniewic | 0,19 km²                        |
| Władysławowo (województwo pomorskie)         | 39,22 km²                 | 12,59 km²               | Chłapowo, Chałupy, Jastrzębia Góra, Karwia, Ostrowo, Rozewie i Tupadły | 26,63 km²                       |
| Zbąszynek (województwo lubuskie)             | 2,76 km²                  | 3,44 km²                | części: Dąbrówki Wielkopolskiej i Kosieczyna | 0,68 km²                        |
| Zielona Góra (województwo lubuskie)          | 58,34 km²                 | 278,32 km²              | Barcikowice, Barcikowiczki, Drzonków, Jany, Jarogniewice, Jeleniów, Kiełpin, Krępa, Krępa Mała, Łężyca, Ługowo, Marzęcin, Nowy Kisielin, Ochla, Przydroże, Przylep, Racula, Stary Kisielin, Sucha, Stożne, Zatonie i Zawada | 219,98 km²                      |